# Katastrofa rosyjskiego Su-34 w Jejsku
Katastrofa rosyjskiego Su-34 w Jejsku – katastrofa lotnicza z dnia 17 października 2022, w której rosyjski samolot wojskowy Su-34 uderzył w budynek mieszkalnym w Jejsku, w Kraju Krasnodarskim w Rosji.
Uderzenie spowodowało pożar w dziewięciopiętrowym budynku mieszkalnym.
Katastrofa wydarzyła się w trakcie rosyjskiej inwazji na Ukrainę w 2022 roku gdzie samoloty Su-34 używane są przez Siły Powietrzne Federacji Rosyjskiej.
W Jejsku znajduje się 859. Centrum przysposobienia bojowego i przekwalifikowania personelu lotniczego Lotnictwa Marynarki Wojennej. Dziennikarze zauważyli jednak, że Su-34 nie jest na wyposażeniu rosyjskiej marynarki wojennej, a wcześniej wojsko nie informowało, że tego typu samolot miał być używany do szkolenia pilotów lotnictwa morskiego.

## Przebieg katastrofy
Ministerstwo Obrony Federacji Rosyjskiej poinformowało, że maszyna rozbiła się w trakcie wznoszenia podczas lotu szkoleniowego. Piloci zdołali się katapultować. Po uderzeniu zapaliło się paliwo lotnicze.

## Pożar
Według gubernatora Kraju Krasnodarskiego Weniamina Kondratiewa pożar zniszczył co najmniej 17 mieszkań w budynku. W tym samym czasie dyspozytor miejski poinformował, że pożar uszkodził co najmniej 45 mieszkań. Według służb porządkowych całkowicie pochłonął jedno z wejść, gdzie nastąpiło zawalenie się pięter od dziewiątego do piątego. Jednocześnie regionalne Ministerstwo ds. Sytuacji Nadzwyczajnych poinformowało, że po katastrofie zapaliły się mieszkania od pierwszego do piątego piętra.
Około godziny 20:40 czasu lokalnego udało się opanować pożar i ugasić szczątki samolotu.

## Ofiary
18 października 2022 wiadomo było o 15 zmarłych i 26 rannych. Do rodzin ofiar przydzielono 40 psychologów z Krasnodaru i Jejska.

## Dochodzenie
Kanał Telegram podał, iż Komitet Śledczy Federacji Rosyjskiej wszczął sprawę karną w sprawie katastrofy samolotu. Na miejsce zdarzenia zostali wysłani kryminolodzy celem ustalenia okoliczności i przyczyn zdarzenia. Według białoruskiego kanału Nexta, powołującego się na rosyjskie media, przyczyną katastrofy miało być dostanie się 2 mew do silnika samolotu.